# Cyphastrea japonica
Cyphastrea japonica là một loài san hô trong họ Faviidae. Loài này được Yabe & Sugiyama mô tả khoa học năm 1932.